# Тайни и лъжи
 Тази статия е за британския филм.  За американския сериал вижте Тайни и лъжи (сериал, 2015).  
„Тайни и лъжи“ (на английски: Secrets & Lies) е британски драматичен филм от 1996 г. на режисьора Майк Лий. Премиерата се състои на 10 май 1996 г. в рамките на кинофестивала в Кан, където е отличен със Златна палма, а по кината във Великобритания филмът излиза на 24 май 1996 г.

## Сюжет
Хортенз Къмбърбач, чернокожа оптометристка от Лондон, тръгва на път, за да проследи семейната си история след смъртта на осиновителката си. Въпреки предупрежденията за потенциално неприятни последствия, тя открива, че нейната рождена майка е Синтия Пърли, бяла жена, работеща във фабрика за картонени кутии в Източен Лондон. Синтия живее с дъщеря си Роксан, улична метачка, и в обтегнатите им отношения възниква напрежение. Братът на Синтия, Морис, успешен фотограф, живее в предградията със съпругата си Моника, която се бори с депресия поради неспособността си да има деца.
Синтия и Моника споделят взаимна неприязън, като Моника вижда в Синтия самосъжаляваща се истеричка, докато за Синтия Моника е алчна снобарка. Морис, по средата между двете, рядко посещава Синтия и Роксан. Всички обаче очакват празнуването на 21-ия рожден ден на Роксан. Изненадващото посещение на Морис при Синтия предизвиква емоционален срив и той ѝ дава пари за ремонт на къщата и изразява желание да организира барбекю за рождения ден на Роксан.
Роксан има гадже на име Пол, но не е казвала за него на майка си, а когато тя разбира за него, се стига до разгорещен спор между двете. Хортенз, решена да се запознае с рождената си майка, установява контакт със Синтия и в крайна сметка я убеждава да се срещнат. В среща лице в лице Синтия, неподготвена за това, което Хортенз ѝ казва, в първия момент отрича версията ѝ, че може да има такава дъщеря, докато Хортенз не ѝ показва документите си за раждане. Обхваната от срам, Синтия все пак приема истината и двете започват да се сближават.
Синтия и Хортенз се виждат като приятелки, но ето че Роксан забелязва новата тайна на майка си. Синтия, която планира да доведе Хортенз на партито за рождения ден на Роксан, пита Морис дали може да доведе колега от работа. Въпреки резервите, Хортенз се съгласява да присъства и да се представя за приятелка на Синтия. Партито става напрегнато, с пасивно-агресивни разговори между Синтия, Моника и други гости.
В момент на нервност, Синтия разкрива на Роксан, че Хортенз също е нейна дъщеря, което води до недоверие и гняв. Морис се намесва, убеждавайки Роксан да запази спокойствие, докато Синтия и Моника се карат. Синтия, ругаейки Моника, разкрива, че бащата на Роксан е бил американски студент по медицина, който е изчезнал след тяхна връзка по време на ваканция. Морис защитава Моника, разкривайки нейното безплодие, и призовава всички да споделят болката си, вместо да таят негодувание.
Моника се чувства разбита, Синтия я утешава и двете жени се помиряват с прегръдка. След това Синтия споделя за изчезването на бащата на Роксан и когато я питат за бащата на Хортенз, тя загадъчно отговаря: „Не ми разбивай сърцето, скъпа!“. След като бурята утихва, Хортенз посещава Синтия и Роксан, изразявайки дълбокото си желание да има сестра. Роксан, въпреки сложните чувства, които изпитва, бодро обявява Хортенз за своя полусестра.

## Актьорски състав
| Актьор            | Роля              |
| ----------------- | ----------------- |
| Бренда Блетин     | Синтия Роуз Пърли |
| Тимъти Спол       | Морис Пърли       |
| Мариан Жан-Батист | Хортенс Къмбърбач |
| Филис Логан       | Моника Пърли      |
| Клеър Ръшбрук     | Роксан Пърли      |

## Награди и номинации
| Категория                                      | Номиниран(и)             | Резултат                |
| Оскар (24 март 1997 г.)                        | Оскар (24 март 1997 г.)  | Оскар (24 март 1997 г.) |
| ---------------------------------------------- | ------------------------ | ----------------------- |
| Най-добър филм                                 | Най-добър филм           | номинация               |
| Най-добър режисьор                             | Майк Лий                 | номинация               |
| Най-добър оригинален сценарий                  | Майк Лий                 | номинация               |
| Най-добра женска роля                          | Бренда Блетин            | номинация               |
| Най-добра поддържаща женска роля               | Мариан Жан-Батист        | номинация               |
| Награда на БАФТА (29 април 1997 г.)            |                          |                         |
| Най-добър британски филм                       | Най-добър британски филм | награда                 |
| Най-добър оригинален сценарий                  | Майк Лий                 | награда                 |
| Най-добра актриса в главна роля                | Бренда Блетин            | награда                 |
| Най-добър филм                                 | Най-добър филм           | номинация               |
| Най-добра режисура                             | Майк Лий                 | номинация               |
| Най-добър актьор в главна роля                 | Тимъти Спол              | номинация               |
| Най-добра актриса в поддържаща роля            | Мариан Жан-Батист        | номинация               |
| Златен глобус (19 януари 1997 г.)              |                          |                         |
| Най-добра актриса в драматичен филм            | Бренда Блетин            | награда                 |
| Най-добър филм – драма                         | Най-добър филм – драма   | номинация               |
| Най-добра актриса в поддържаща роля            | Мариан Жан-Батист        | номинация               |
| Европейски филмови награди (8 ноември 1996 г.) |                          |                         |
| Най-добър филм                                 | Най-добър филм           | номинация               |
| Сателит (15 януари 1997 г.)                    |                          |                         |
| Най-добър филм – драма                         | Най-добър филм – драма   | номинация               |
| Най-добър режисьор                             | Майк Лий                 | номинация               |
| Най-добра актриса в драматичен филм            | Бренда Блетин            | номинация               |
| Емпайър (5 март 1997 г.)                       |                          |                         |
| Най-добра британска актриса                    | Бренда Блетин            | награда                 |